# ISO 3166-2:ER
کد ISO 3166-2:ER بخشی از استاندارد ایزو ۳۱۶۶ برای کشور اریتره است که توسط سازمان بین‌المللی استانداردسازی ISO تنظیم شده‌است این سازمان، کدهای استاندارد را برای تقسیمات کشوری (ایالت‌ها یا استان‌های) کشورهای فهرست شده در استاندارد ایزو ۳۱۶۶-۱ تعریف می‌کند.
هر کد شامل دو بخش می‌گردد که توسط علامت - جدا می‌گردند.
- بخش نخست ER که در ایزو ۳۱۶۶-۱ آلفا-۲ کد کشور اریتره است.
- بخش دوم شامل یک یا دو یا سه حرف است که بیان‌کننده استان یا ایالت کشور اریتره می‌باشد.

## کدها
| کدها  | استان                   |
| ----- | ----------------------- |
| ER-AN | Anseba Region           |
| ER-DU | Debub Region            |
| ER-DK | Southern Red Sea Region |
| ER-GB | Gash-Barka Region       |
| ER-MA | Maekel Region           |
| ER-SK | Northern Red Sea Region |